# فاسينوماب
فاسينوماب هو جسم مضاد وحيد النسيلة مصمم لعلاج الألم. طورته شركة ريجينيرون.